# McLaren M28
O M28 é o modelo da McLaren da temporada de 1979 da Fórmula 1. Foi guiado por John Watson e Patrick Tambay.

## Resultados[1]
(legenda) 
|      |     |                      |   |   |                |     |     |     |     |     |     |     |     |     |     |     |     |     |     |     |         |    |  |  |
|      |     |                      |   |   |                | ARG | BRA | RSA | USW | ESP | BEL | MON | FRA | GBR | GER | AUT | NED | ITA | CAN | USA |         |    |  |  |
| 1979 | M28 | Ford Cosworth DFV V8 | G | 7 | John Watson    | 3   | 8   | Ret | Ret | Ret | 6   | 4   | 11  |     |     |     |     |     |     |     | 81 (15) | 7° |  |  |
| 1979 | M28 | Ford Cosworth DFV V8 | G | 8 | Patrick Tambay | Ret |     | 10  | Ret | 13  |     | NQ  | 10  | 7   |     |     |     |     |     |     | 81 (15) | 7° |  |  |

↑1  Duas provas com o M26 e sete provas com o M29 marcando 7 pontos.